# Борохудзир (река)
Борохудзир — горная река в Панфиловском районе Алматинской области.
Длина реки — 74 км. Площадь водосбора выше с. Кийтин — 470 км². Средняя высота водосбора — 2100 м.
В бассейне реки, в верховьях одного из её левых притоков, расположен единственный ледник площадью 0,1 км².

## География
Река Борохудзир — правый приток реки Или и относится к Или-Балхашскому бассейну. Берет своё начало в горах Кызылкия принадлежащих южному склону Джунгарского Алатау на высоте 2163 м. Протекает по горной и предгорной долине, рельеф которой пересечен множеством постоянных и временных водотоков, средняя высота водосбора 2100 м. Длина водотока до п. Кейтын — 41 км, средний уклон — 0,023. Русло реки слабоизвилистое, местами разветвленное на рукава. Форма долины в горной части отроговая.
Река селеопасная, во время выпадения ливневых дождей в горной части бассейна наблюдаются селевые потоки, но до п. Коктал доходит только водная составляющая с повышенным содержанием мутности. Во время пика паводка происходит интенсивная переработка берегов и русловой части реки.

## Водный режим

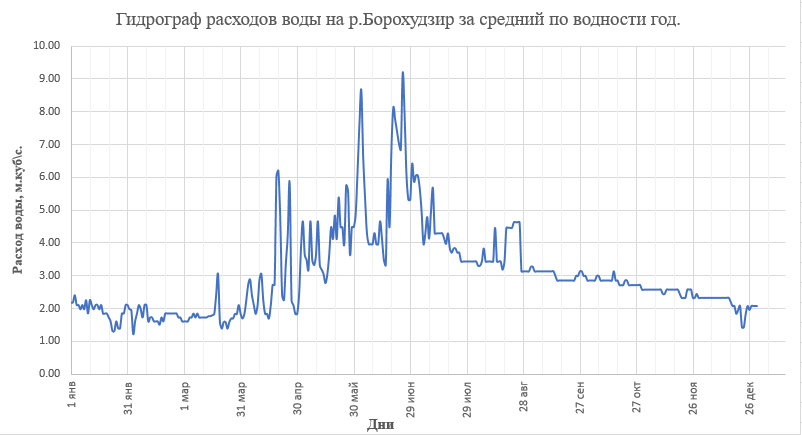
Гидрограф реки Борохудзир

Река Борохудзир берёт начало на южном склоне хребта Джунгарский Алатау, которая характеризуется наиболее густой гидрографической сетью. Здесь формируется сток наиболее крупных рек района.
Основными факторами, определяющими водность реки и внутригодовое распределение стока являются: средняя высота водосбора (2100м). Влияние высоты местности проявляются в увеличении количества выпадающих осадков и в уменьшении температуры воздуха с высотой, что приводит к увеличению влагозапасов в горной части бассейна реки и уменьшению их потерь в летний период на испарение и транспирацию с поверхности водосбора.
По характеру водного режима, река Борохудзир относится к рекам с весенне-летним половодьем. Весенне-летнее половодье и паводки в теплое время года свойственны рекам среднегорного пояса. На реках данного типа начало половодья происходит преимущественно в конце марта — начале апреля, а заканчивается в августе-сентябре, это хорошо просматривается на гидрографе расходов воды у с.Кейтын.
Начало летне-осенней межени приходится на конец августа — начало сентября, а окончание — на ноябрь.
Основной фазой режима реки является половодье, в период которого проходит большая часть годового стока, наблюдаются максимальные расходы и уровни воды. Максимальные расходы воды в реке Борохудзир формируются в основном за счет таяния сезонных снегов, ледников и частично от дождевых вод.
На правом берегу находится Куарасанские минеральные воды.